# Olympische Jugend-Sommerspiele 2026
Die IV. Olympischen Jugend-Sommerspiele (Wolof: Ndakaaru 2026, französisch: Jeux Olympiques de la Jeunesse d’été 2026) sollten 2022 in Dakar, der Hauptstadt Senegals und damit erstmals in Afrika ausgetragen werden. Am 15. Juli 2020 gab das Internationale Olympische Komitee (IOC), aufgrund der Verschiebungen durch die COVID-19-Pandemie, die Verlegung der Spiele auf das Jahr 2026 bekannt. Ohne den neuen Termin hätte es fünf Olympische Spiele in drei Jahren geben.

## Bewerbung
Die Vollversammlung des IOC stimmte auf der 132. Session in Pyeongchang für Afrika. Neben Senegal bewarben sich Tunesien, Botswana und Nigeria für die Ausrichtung. Senegal galt als Favorit.
Am 8. Oktober 2018 entschied die 133. IOC-Session während der Olympischen Jugend-Sommerspiele in Buenos Aires, dass die 4. Olympischen Jugend-Sommerspiele in Dakar ausgetragen werden.

### Motto
Das offizielle Motto der Spiele wurde während der 142. IOC Session in Paris am 23. Juli vorgestellt.

## Austragungsorte
Neben Dakar sind Diamniadio und Saly Portudal als Austragungsorte der Jugend-Sommerspiele vorgesehen.

### Dakar
| Veranstaltungsort       | Sportarten          | Sitzplätze |
| ----------------------- | ------------------- | ---------- |
| Complexe Tour de L'Oeuf | 3×3-Basketball      | TBA        |
| Complexe Tour de L'Oeuf | Baseball5           | TBA        |
| Complexe Tour de L'Oeuf | Breakdance          | TBA        |
| Complexe Tour de L'Oeuf | Schwimmen           | TBA        |
| Complexe Tour de L'Oeuf | Skateboard (Street) | TBA        |
| Complexe Iba Mar Diop   | Boxen               | TBA        |
| Complexe Iba Mar Diop   | Futsal              | TBA        |
| Complexe Iba Mar Diop   | Leichtathletik      | 8.000      |
| Complexe Iba Mar Diop   | Siebener-Rugby      | TBA        |
| Corniche West           | Gewichtheben        | TBA        |
| Corniche West           | Golf                | TBA        |
| Corniche West           | Hockey5s            | TBA        |
| Corniche West           | Kanurennsport       | TBA        |
| Corniche West           | Karate              | TBA        |
| Corniche West           | Moderner Fünfkampf  | TBA        |
| Corniche West           | Schießen            | TBA        |
| Corniche West           | Sportklettern       | TBA        |
| Corniche West           | Straßenradsport     | TBA        |
| Corniche West           | Surfen              | TBA        |
| Corniche West           | Tennis              | TBA        |

### Diamniadio
| Veranstaltungsort | Sportarten                   | Sitzplätze |
| ----------------- | ---------------------------- | ---------- |
| Equestrian Cenre  | Springreiten                 | TBA        |
| Dakar Arena       | Badminton                    | 15.000     |
| Dakar Arena       | Futsal                       | 15.000     |
| Stade du Senegal  | Eröffnungs- und Schlussfeier | 50.000     |
| Stade du Senegal  | Bogenschießen                | TBA        |
| Dakar Expo Center | Fechten                      | TBA        |
| Dakar Expo Center | Judo                         | TBA        |
| Dakar Expo Center | Kunstturnen                  | TBA        |
| Dakar Expo Center | Taekwondo                    | TBA        |
| Dakar Expo Center | Tischtennis                  | TBA        |
| Dakar Expo Center | Wushu                        | TBA        |

### Saly Portudal
| Veranstaltungsort | Sportarten      | Sitzplätze |
| ----------------- | --------------- | ---------- |
| Saly Beach West   | Beachhandball   | TBA        |
| Saly Beach West   | Beachvolleyball | TBA        |
| Saly Beach West   | Beachwrestling  | TBA        |
| Saly Beach West   | Küstenrudern    | TBA        |
| Saly Beach West   | Segeln          | TBA        |
| Saly Beach West   | Triathlon       | TBA        |

## Wettkämpfe
Es sollen bei den Olympischen Jugendsommerspielen 2026 244 Wettkämpfe in 35 Sportarten stattfinden. Breakdance, Skateboard, Sportklettern, Surfing, Karate werden in das Kernprogramm, Baseball5 und Wushu werden neu in das Programm aufgenommen. Es wird 13 Mixed Teamwettkämpfe einen offenen Wettkampf (Reitsport), sowie je 115 Wettkämpfe für Männer und Frauen geben. Erstmals werden keine Teamwettkämpfe für Gemischte Mannschaften ausgetragen werden. Inline-Speedskating und Akrobatik wurden wieder aus dem Programm gestrichen.
Im Juni 2024 wurde bekannt, dass das IOC das Programm der Spiele an lokale Gegebenheiten angepasst habe. Durch eine Änderung des Programms wurden 25 der ursprünglich 35 Sportarten im Wettkampfprogramm beibehalten und 10 Sportarten in das Engagementprogramm verschoben. Die Änderung beschränkt jede Sportart auch auf nur eine Disziplin, wodurch die Gesamtzahl der Athleten reduziert und gleichzeitig die Gleichstellung der Geschlechter sichergestellt wird.
Das finale Programm wurde im Dezember 2024 beschlossen.

### Sportarten & Disziplinen
| 151 Wettkämpfe in 25 Sportarten | 151 Wettkämpfe in 25 Sportarten | 10 Sportarten |
| Wettkampfprogramm | Wettkampfprogramm | Engagementprogramm |
| --- | --- | --- |
| - Baseball5 (1) - 3×3-Basketball (21) - Badminton (2) - Beachhandball (2) - Beachvolleyball (2) - Beachwrestling (8) - Bogenschießen (3) - Boxen (10) - Breakdance (2) - Fechten (6) - Futsal (2) - Judo (8) - Leichtathletik (28) | - Küstenrudern (5) - Kunstturnen (5) - Schwimmen (36) - Segeln (2) - Siebener-Rugby (2) - Skateboard (2) - Springreiten (1) - Straßenradsport (4) - Taekwondo (11) - Tischtennis (3) - Triathlon (3) - Wushu (4) | - Gewichtheben (12) - Golf (2) - Hockey5s (3) - Kanurennsport (8) - Karate (6) - Moderner Fünfkampf (3) - Schießen (6) - Sportklettern (2) - Surfen (2) - Tennis (5) |

## Teilnehmer
Am 4. Dezember 2024 wurde bekannt, dass das Refugee Olympic Team erstmals an Olympischen Jugendspielen teilnehmen soll.